# 이의순 (기업인)
이의순은 축전지 회사 세방전지로 유명한 세방그룹의 창립자이다.